# Tanycoryphus sericatus
Tanycoryphus sericatus är en stekelart som beskrevs av Wallace A. Steffan 1957. Tanycoryphus sericatus ingår i släktet Tanycoryphus och familjen bredlårsteklar.
Artens utbredningsområde är Tchad. Inga underarter finns listade i Catalogue of Life.